# TNF受容体1型
TNF受容体1型（1型TNF受容体、tumor necrosis factor receptor 1、TNFR1）、TNFRSF1A（tumor necrosis factor receptor superfamily, member 1A）またはCD120aはTNF-αを結合する膜受容体であり、普遍的に発現している。

## 機能
TNFRSF1A遺伝子にコードされるTNFR1は、TNFR2などとともにTNF受容体スーパーファミリーを構成する。このタンパク質はTNF-αに対する主要な受容体の1つであり、転写因子NF-κBの活性化、アポトーシスの媒介、炎症の調節といった機能を果たす。抗アポトーシスタンパク質BAG4やアダプタータンパク質TRADD、TRAF2がこの受容体と相互作用することが示されており、これらは受容体によって媒介されるシグナル伝達を調節する役割を果たしている。

## 臨床的意義
この受容体の細胞外ドメイン領域に生じた生殖細胞系列変異は、TNF受容体関連周期性症候群（TRAPS）と呼ばれる遺伝疾患との関連が示されている。この疾患の機序には受容体のクリアランスの機能不全が関係していると考えられている。
TNFRSF1A遺伝子の変異は、多発性硬化症のリスクの増大と関連している。
統合失調症や双極性障害の患者では血清中の可溶性TNFR1濃度が上昇しており、高値はより重篤な精神症状と関連している。また、血清中の高濃度は認知機能障害や認知症とも関連している。

## 相互作用
TNFRSF1Aは次に挙げる因子と相互作用することが示されている。
- BAG4（英語版）[15][16]
- CASP10（英語版）[17][18]
- FADD[17][19]
- IKK2（英語版）[20][21]
- JAK1（英語版）[22][23]
- JAK2[22]
- PIP4K2B（英語版）[24]
- PSMD2（英語版）[25][26]
- RIPK1[27][28][29][30][31][32]
- SUMO1（英語版）[33][34]
- TRADD（英語版）[15][19][27][30][35][36][37]
- TRAF2（英語版）[19][27][35]
- TRPC4AP（英語版）[38]
- TNF[39][40]
- UBE2I（英語版）[41]

## 関連文献
- “TNF-induced signaling in apoptosis”. J. Clin. Immunol. 19 (6):  350–64. (2000). doi:10.1023/A:1020546615229. PMID 10634209.
- “TNF-R1 signaling: a beautiful pathway”. Science 296 (5573):  1634–5. (2002). Bibcode: 2002Sci...296.1634C. doi:10.1126/science.1071924. PMID 12040173.
- “Role of TNF/TNFR in autoimmunity: specific TNF receptor blockade may be advantageous to anti-TNF treatments”. Cytokine Growth Factor Rev. 13 (4–5):  315–21. (2003). doi:10.1016/S1359-6101(02)00019-9. PMID 12220546.
- “TNFRSF1A-associated periodic syndrome (TRAPS), Muckle–Wells syndrome (MWS) and renal amyloidosis”. J. Nephrol. 16 (3):  435–7. (2003). PMID 12832748.
- “The tumour necrosis factor receptor-associated periodic syndrome: current concepts”. Expert Reviews in Molecular Medicine 7 (22):  1–18. (2007). doi:10.1017/S1462399405009749. PMID 16216134.
- Rezaei N (2007). “TNF-receptor-associated periodic syndrome (TRAPS): an autosomal dominant multisystem disorder”. Clin. Rheumatol. 25 (6):  773–7. doi:10.1007/s10067-005-0198-6. PMID 16447098.